# 單弦樂器

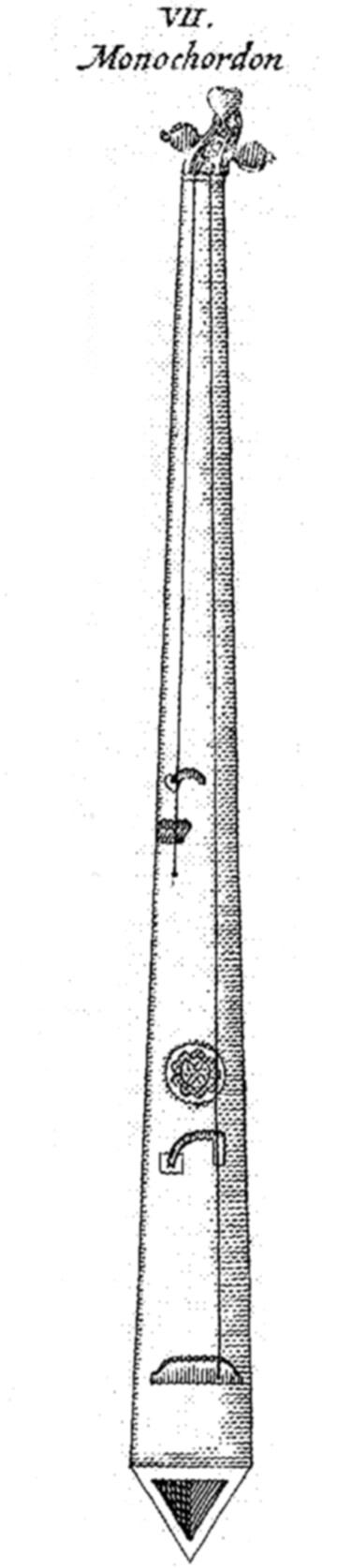
單弦樂器

單弦樂器，或稱獨弦琴，是一類弦樂器和實驗室儀器，一般只有一根弦，但有些稱為「單弦樂器」（monochord）的樂器會有超過一根弦。一個 monochord是一種古老的的音樂和科學實驗室儀器。 “monochord”一詞來自希臘文和，字面意思是“一個弦。”很多單弦樂器除了有一個開弦外，還有一個可移動的弦柱。

## 種類

### 東亞
- 獨弦琴
  - 中國獨弦琴
  - 京族獨弦琴（彈匏）
  - 日本一絃琴（英语：Ichigenkin）

### 其他地區
- 迪德里一弦（英语：diddley bow）
- 艾克塔拉（英语：ektara）
- 撥鈴波琴（英语：Berimbau）
- 獨弦押琴（英语：Tromba marina）